# Chicheme
El chicheme es un atole o crema fermentada, hecho a base de maíz pilado, tradicional en algunos países de América Latina como en la costa caribeña de Costa Rica,  Panamá (principalmente en las  provincias de Colón y Panama Oeste, donde es famosa su preparación en La Chorrera) y Colombia (principalmente en el municipio de Ciénaga de Oro en Córdoba). 
Además, en la provincia de Guanacaste al norte de Costa Rica se elabora también con maíz morado.  
Está hecho principalmente de maíz, al que se agregan especias como canela y nuez moscada, además de agua, panela y jengibre. Existen muchas preparaciones dependiendo de la localidad. En general, luego de realizar la mezcla de los ingredientes, se le deja fermentar paulatinamente, dejando remojar el maíz y luego moliéndolo finamente. La masa obtenida se cuece y se le agrega agua fría para colarla.
La palabra chicheme parece provenir del náhuatl, como derivado de chicha (vino de maíz fermentado), aunque en Ferrero, se menciona que puede provenir de la voz guna chichab (maíz) o del mozárabe chichen (cocer, sancochar).